# Adolf von Strümpell

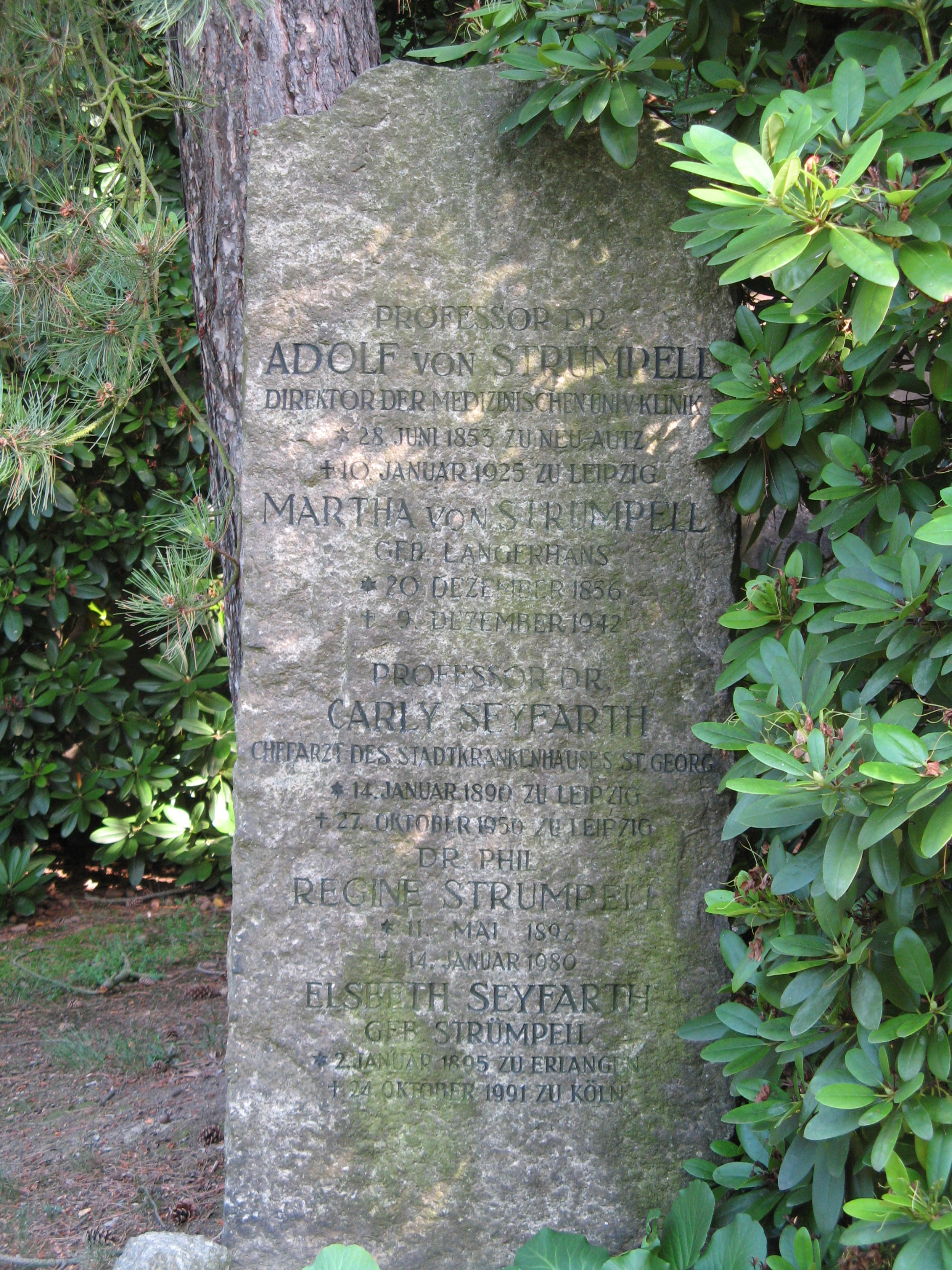
Nagrobek Adofa von Strümplla na lipskim Südfriedhof

Ernst Adolf Gustav Gottfried von Strümpell (ur. 28 czerwca 1853 w Neu-Autz (obecnie Jaunauce na Łotwie), zm. 10 stycznia 1925 w Lipsku) – niemiecki lekarz internista.

## Życiorys
W trakcie kariery medycznej związany z Lipskiem, Wrocławiem i Erlangen. Na Uniwersytecie w Erlangen pracował w latach 1886-1903, gdzie był następcą Wilhelma Oliviera Leubego na stanowisku dyrektora kliniki.

## Dorobek naukowy
Jako jeden z pierwszych opisał zesztywniające zapalenie stawów kręgosłupa. Opisał też dziedziczne porażenie spastyczne, określane niekiedy jako choroba Strümplla-Lorraina (w tym samym czasie chorobę opisał Maurice Lorrain).
W 1884 roku opublikował podręcznik Lehrbuch der speziellen Pathologie und Therapie der inneren Krankheiten. Razem z Wilhelmem Heinrichem Erbem, Friedrichem Schultzem i Ludwigiem Lichtheimem wydawał czasopismo „Deutsche Zeitschrift für Nervenheilkunde”.

## Wybrane prace
- Beiträge zur Kenntniss der Urämie beim primären Morbus Brightii. Leipzig 1875.
- Lehrbuch der speciellen Pathologie und Therapie der inneren Krankheiten. Leipzig, F. C. W. Vogel, 1883-1884.
- Über spinale, progressive Muskelatrophie und amyotrophische Seitenstransklerose. Deutsches Archiv für klinische Medicin, 1888, 42: 230-260.
- Bemerkung über die chronische ankylosirende Entzündung der Wirbelsäule und der Hüftgelenke. Deutsche Zeitschrift für Nervenheilkunde 11, s. 338-342 (1897).
- Kurzer Leitfaden für die klinische Krankenuntersuchung. Leipzig, 1887.
- Die Entstehung und die Heilung der Krankheiten durch Vorstellungen. Erlangen 1892.
- Die Untersuchung, Beurtheilung und Behandlung von Unfallkranken. München 1895.
- Blutkreislauf bei Arteriosklerose. Wien-Leipzig 1914.
- Leitfaden für die Untersuchung und Diagnostik der wichtigsten Nervenkrankheiten. Leipzig 1914.
- Aus dem Leben eines deutschen Klinikers. Erinnerungen und Beobachtungen. Leipzig 1925.